# Dicranosepsis planitarsis
Dicranosepsis planitarsis är en tvåvingeart som beskrevs av Ozerov 1994. Dicranosepsis planitarsis ingår i släktet Dicranosepsis och familjen svängflugor.
Artens utbredningsområde är Vietnam. Inga underarter finns listade i Catalogue of Life.